# Jason Everman
Pour les articles homonymes, voir Everman (homonymie).
Jason Everman, né le 16 août 1967 officiellement à Kodiak mais probablement à Ouzinkie en Alaska, est un musicien ayant joué avec Nirvana en 1989 et Soundgarden en 1990. Jason Everman a aidé le groupe Nirvana à se faire connaître mais malgré cela, il reste quasiment inconnu du grand public.

## Biographie

### Enfance et jeunesse
Jason Everman est le fils de Diane Phillips et Jerry Everman. Il affronte la séparation de ses parents et la dépression de la mère. Il suit sa mère qui s'installe dans l'État de Washington, vers Poulsbo. Elle se mariera avec Russ Sieber, un ancien de la marine. Jason Everman ne découvre que vers 13 ans que son père est toujours vivant.
Jeune, il souffre de bégaiement. Au début des années 1980, avec un ami, il fait sauter des toilettes avec de l'explosif M-80 et est temporairement renvoyé de l'école. Sa grand-mère Gigi lui arrange un rendez-vous avec un psychologue de Seattle, réputé pour travailler pour la franchise de basket-ball des SuperSonics de Seattle. Mélomane, ce dernier a, dans son cabinet, des guitares à travers lesquelles Jason Everman découvrira la musique. La découverte du punk rock changera beaucoup de choses dans sa vie.
Pendant ses études, il rejoindra son père en l'aidant à la pêche.

### Nirvana
Entre décembre 1988 et janvier 1989, Nirvana est en studio pour l'enregistrement de son premier album Bleach. La facture s'élève à 606,17 dollars. Bien que la somme ne soit pas très élevée, personne dans le groupe n'a assez d'argent pour payer. C'est Jason Everman, un ami du batteur Chad Channing, qui avance l'argent nécessaire.
Dans le même temps, il devient le second guitariste souhaité par Kurt Cobain afin de pouvoir se consacrer davantage au chant. Il accompagne le groupe durant la tournée de promotion de Bleach à l'été 1989. En remerciement pour son aide financière, Jason Everman est crédité comme guitariste sur l'album sans avoir en réalité participé à l'enregistrement (il apparaît également sur la photo de la pochette), qui était déjà terminé à son arrivée dans le groupe.
Il quitte le groupe, « incapable de nouer des liens avec les autres [membres] ». Le succès de Nirvana atteindra son apogée avec Nevermind, deux années plus tard.

### Soundgarden
Il a été bassiste au sein de Soundgarden de 1989 à 1990, entre la sortie des albums Louder Than Love et Badmotorfinger. Il remplace Hiro Yamamoto et sera remplacé par Ben Shepherd car il quitte de nouveau le groupe.

### OLD
Jason joue par la suite pour le groupe OLD. Il enregistre aussi Dropped, le second album de Mindfunk sorti en 1993.

### Armée
Il s'engage dans l'armée et plus précisément le 2e bataillon de Rangers et les forces spéciales. Lors d'un entraînement en 1994 au Fort Benning, l'un de ses instructeurs le reconnaîtra sur une photographie parue dans un magazine signalant le suicide de Kurt Cobain.
Il participe à plusieurs campagnes militaires en Amérique latine (lutte contre le trafic de stupéfiants), puis en Afghanistan et  en Irak. Il pose même avec Donald Rumsfeld et Stanley McChrystal avant de quitter l'armée en 2006.

### Philosophie
Il intègre l'université Columbia, où il obtient un diplôme de philosophie à 45 ans.